# 長義和
長義和（ちょう よしかず。1953年10月3日- ）は、日本の元自転車競技選手。
後述の通り、モスクワオリンピックに関する悲劇の選手としてよく言及される。

## 経歴
大阪府出身。大阪府立城東工業高等学校を経て、法政大学に進んだ。1972年のミュンヘンオリンピックに出場した後、1976年に杉野鉄工所（現 スギノエンジニアリング）に入社。モントリオールオリンピック・スクラッチ（現スプリント）種目において、日本人選手としてオリンピック大会史上初めて自転車競技で6位入賞を果たした。
1977年に日本競輪学校第41期に合格するも、3年後に開催されるモスクワオリンピックへの夢が断ち切れず、競輪学校入学を辞退。当時競輪学校の受験資格年齢条件が24歳未満であったことから、このことはモスクワオリンピック後における競輪選手への道は閉ざされたことを意味した。1979年のプレオリンピック大会のスクラッチで3位に入り、俄然、翌年に開催されるモスクワオリンピックのメダル候補となった。
しかし、1980年5月24日に、1979年12月に発生したソ連のアフガニスタン侵攻にかかる問題でアメリカ合衆国がモスクワオリンピックへのボイコットを西側諸国を中心に呼びかけたことに対し日本政府が同調する動きになったことを受けてJOC総会の投票で日本の同大会ボイコットが決まり、翌月不参加が承認された。もはや競輪選手への道すらない長はこのボイコットをもって現役から退かざるを得なくなった。ボイコットの知らせを聞いた長は「全身から血が引いてゆくようです。」という言葉を残している。
世界選手権では1974年カナダ・モントリオール、1975年ベルギー・リエージュ、1977年ベネズエラ・サンクリストバル、1978年西ドイツ・ミュンヘン、1979年オランダ・アムステルダムの5大会に出場。入賞はしていない。
その後、島野工業（現 シマノ）に入社。現在は和歌山県田辺市で自営。

## エピソード
- 中野浩一の世界自転車選手権10連覇はステート・アマと言われた東欧勢が参加できないことによるところが大きいといわれているが、当時の自転車関係者の間では、中野の敵はもっと身近なところにいると言われたのが長であり、仮に長がモントリオールオリンピック後に競輪界入りしていたならば、中野の連覇記録は10も行っていないだろうという声が一部にある。参考までに、日本サイクルスポーツセンターで世界選手権に参戦する前の中野と5回程、スプリントで非公式対戦しているが、全て長が勝っている[4]。
- 中野と同じく「ナガサワ」のフレームを使用していた。
- 長が辞退した競輪学校第41期には、後に中野、滝澤正光と並び競輪界の三強を形成することになる井上茂徳がいた。
- 年齢制限にひっかかるからといって日本アマチュア界の第一人者をどうして競輪界は受け入れてやらないのかという声も一部にはあったが、当時の競輪界は規則一点張りで半ば聞く耳を持たずの状態で、長の一件があって以降も競輪学校の受験資格条件は変えられることがなかった。ところが五輪メダリストの清水宏保が後に長野オリンピック後に競輪界入りを希望しながらも年齢制限にひっかかり（当時24歳）受験さえできなかったことが分かってマスコミで大々的に問題視されると、漸く競輪界は受験資格の一部変更に踏み切り、また93期以降より競輪学校の受験資格に年齢の上限はなくなった。
- 現役引退後、島野工業の一社員として当時の社長であった島野尚三の命を受け、ブレーキ部分にシフトレバーを組み込む（デュアルコントロールレバー）開発に携わるなどして、「世界のシマノ」ブランドの形成の一翼を担った。

## 長を紹介した書物など
- 『さらば麗しきウインブルドン』（中央公論社刊、深田祐介著） - 「銀輪きらめく日々」という項目がモスクワ五輪にかかる話。
- 『一瞬にかけたアスリートたち』（清流出版刊、池井優著） - 「ワレイマダモッケイタリエズ」という項目がモスクワ五輪にかかる話。
- 『シマノ 世界を制した自転車パーツ』（光支社刊、山口和幸著） - シマノの技術力の高さの紹介。